# NGC 5073
NGC 5073 (również PGC 46441 lub UGCA 346) – galaktyka spiralna z poprzeczką (SBc), znajdująca się w gwiazdozbiorze Panny. Odkrył ją William Herschel 8 lutego 1785 roku.